# 6 juillet 2013
Le samedi 6 juillet 2013 est le 187e jour de l'année 2013.

## Décès
- Daniel Ligou (né le 22 avril 1921), historien français
- Dorje Tseten (né en octobre 1925), érudit, historien et homme politique chinois
- Erik Ahldén (né le 4 septembre 1923), athlète suédois
- Lo Hsing Han (né le 25 septembre 1935), trafiquant de drogues birman
- Nadejda Popova (née le 17 décembre 1921), héroïne de l'Union soviétique
- Robert Linderholm (né le 19 octobre 1933), astronome américain
- Senji Yamaguchi (né le 3 octobre 1930), survivant du bombardement atomique de Nagasaki et militant anti-nucléaire

## Événements
- 8e étape du Tour de France 2013
- accident ferroviaire de Lac-Mégantic
- Massacre de Mamudo
- Sortie du film documentaire Mille soleils
- Accident du Vol Asiana Airlines 214
- Marion Bartoli remporte la finale du tournoi de Wimbledon 2013, en 2 sets.
- ALMS : Lucas Luhr et Klaus Graf remportent la victoire à Lime Rock.